# Domján László (labdarúgó)
Domján László (Budapest, 1948. március 23. –) labdarúgó, kapus.

## Pályafutása
1965-ben kezdett futballozni a BLSZ II-ben szereplő Hídépítőknél. Innen 1969-ben igazolt a Pénzügyőrhöz. A Ferencváros játékosaként 1973. szeptember 30-án a Zalaegerszegi TE ellen mutatkozott az élvonalban, ahol 1–0-s vereséget szenvedett csapata. 1973 és 1976 között tíz bajnoki mérkőzésen védett a Fradiban és ezzel egy-egy bajnoki ezüst- és bronzérmet szerzett a csapattal. Utolsó élvonalbeli mérkőzésen a Videoton ellen 1–1-es döntetlent ért el csapata. 1976 nyarától ismét a Pénzügyőrben szerepelt.

## Sikerei, díjai
- Magyar bajnokság
  - 2.: 1973–74
  - 3.: 1974–75